# Championnat du Zimbabwe de football 2011
Navigation
Saison suivante Saison suivante
La saison 2011 du Championnat du Zimbabwe de football est la quarante-neuvième édition de la première division professionnelle au Zimbabwe à poule unique, la National Premier Soccer League. Seize clubs prennent part au championnat qui prend la forme d'une poule unique où toutes les équipes se rencontrent deux fois au cours de la saison. En fin de saison, les quatre derniers du classement sont directement relégués et remplacés par les quatre vainqueurs des poules régionales de Division One.
C'est le club des Dynamos FC Harare qui remporte le championnat cette saison après avoir terminé en tête du classement final, à égalité de points mais une meilleure différence de buts que le FC Platinum, promu de D2, et sept points d'avance sur le tenant du titre, Motor Action FC. C'est le 19e titre de champion du Zimbabwe de l'histoire du club.
En février 2011, le club des Zimbabwe Saints rachète la licence des Eagles FC et prend donc sa place en championnat.

## Les clubs participants
| - Motor Action FC - CAPS United - Gunners FC - Zimbabwe Saints - Shooting Stars Harare - Black Mambas FC - Kiglon FC - FC Platinum, - Promu de Division One | - Highlanders FC - Dynamos FC Harare - Shabanie Mine - Zimanzi Masvingo - Promu de Division One - Blue Ribbon - Promu de Division One - Chicken Inn - Promu de Division One - Monomotapa United - Hwange FC |

## Compétition
Le barème de points servant à établir le classement se décompose ainsi :
- Victoire : 3 points
- Match nul : 1 point
- Défaite : 0 point

### Classement
| Rang | Équipe                | Pts | J  | G  | N  | P  | Bp | Bc | Diff |
| ---- | --------------------- | --- | -- | -- | -- | -- | -- | -- | ---- |
| 1    | Dynamos FC Harare     | 58  | 30 | 17 | 7  | 6  | 42 | 15 | +27  |
| 2    | FC Platinum P         | 58  | 30 | 17 | 7  | 6  | 44 | 21 | +23  |
| 3    | Motor Action FCT      | 51  | 30 | 13 | 12 | 5  | 33 | 18 | +15  |
| 4    | Hwange FC             | 50  | 30 | 14 | 8  | 8  | 31 | 23 | +8   |
| 5    | Gunners FC            | 44  | 30 | 12 | 8  | 10 | 37 | 30 | +7   |
| 6    | CAPS United           | 43  | 30 | 12 | 7  | 11 | 44 | 34 | +10  |
| 7    | Highlanders FC        | 43  | 30 | 12 | 7  | 11 | 27 | 24 | +3   |
| 8    | Chicken InnP          | 42  | 30 | 10 | 12 | 8  | 32 | 21 | +11  |
| 9    | Blue RibbonP          | 38  | 30 | 9  | 11 | 10 | 32 | 42 | -10  |
| 10   | Monomotapa United     | 36  | 30 | 7  | 15 | 8  | 27 | 30 | -3   |
| 11   | Black Mambas FC       | 36  | 30 | 10 | 6  | 14 | 34 | 41 | -7   |
| 12   | Shabanie Mine         | 34  | 30 | 8  | 10 | 12 | 30 | 43 | -13  |
| 13   | Zimanzi MasvingoP     | 34  | 30 | 8  | 10 | 12 | 31 | 46 | -15  |
| 14   | Zimbabwe Saints       | 28  | 30 | 5  | 13 | 12 | 23 | 36 | -13  |
| 15   | Shooting Stars Harare | 27  | 30 | 7  | 6  | 17 | 28 | 45 | -17  |
| 16   | Kiglon FC             | 24  | 30 | 5  | 9  | 16 | 23 | 49 | -26  |

|  | Qualification pour la Ligue des champions 2012                                           |
|  | Qualification pour la Coupe de la confédération 2012                                     |
|  | Relégation en deuxième division                                                          |
|  | T : Tenant du titre C : Vainqueur du Trophée de l'Indépendance P : Promu de Division One |

## Bilan de la saison
| Championnat du Zimbabwe de football 2011 |                               |
| Champion                                 | Dynamos FC Harare (19e titre) |
| Coupes et trophées                       |                               |
| Vainqueur du Trophée de l'Indépendance   | Highlanders FC                |
| Qualifications continentales             |                               |
| Ligue des champions 2012                 | Dynamos FC Harare             |
| Ligue des champions 2012                 | FC Platinum                   |
| Coupe de la confédération 2012           | Motor Action FC               |
| Coupe de la confédération 2012           | Hwange FC                     |
| Promotions et relégations                |                               |
| Promus en National Premier Soccer League | Quelaton FC                   |
| Promus en National Premier Soccer League | Buffaloes FC                  |
| Promus en National Premier Soccer League | Harare City FC                |
| Promus en National Premier Soccer League | Hardbody FC                   |
| Relégués en Division One                 | Zimanzi Masvingo              |
| Relégués en Division One                 | Zimbabwe Saints               |
| Relégués en Division One                 | Shooting Stars Harare         |
| Relégués en Division One                 | Kiglon FC                     |